# La volontà di sapere
La volontà di sapere (La Volonté de savoir, 1976) è un saggio dello storico e filosofo francese Michel Foucault.
L'autore si propone di esaminare come si è formato il campo di conoscenze chiamato "sessualità", quali pratiche e istituzioni abbiano contribuito a generarlo e quali conseguenze coercitive abbia comportato. È un testo introduttivo al più vasto studio di Foucault, la Storia della sessualità, che comprende anche L'uso dei piaceri e La cura di sé. Il quarto volume, rimasto inedito per 34 anni, consegnato all'Editore Gallimard nell'autunno 1982, è uscito finalmente nel febbraio 2018 col titolo Les aveux de la chair (Le confessioni della carne).
Nella prima edizione francese, pubblicata da Gallimard, in quarta di copertina si annunciava una serie di 6 volumi, poi non realizzati, secondo i titoli: 1. La Volonté de savoir (trad. "La volontà di sapere"), 2. La Chair et le corps (trad. "La carne e il corpo"), 3. La Croisade des enfants (trad. "La crociata dei bambini"), 4. La Femme, la mère et l'hystérique (trad, "La donna, la madre e l'isterica"), 5. Les Pervers (trad. "I pervertiti"), 6. Populations et races (trad. "Popoli e razze").